# Jean-Pierre Le Goff (sociologue)
Pour les articles homonymes, voir Le Goff et Jean-Pierre Le Goff.
Jean-Pierre Le Goff, né le 22 mars 1949 à Équeurdreville (Manche), est un philosophe et sociologue français.
Rattaché au laboratoire Georges Friedmann (IDHE CNRS Paris I), il travaille sur l'évolution de la société, et notamment sur les paradoxes de Mai 68, sur la formation, sur les illusions du discours managérial en entreprise, sur le stress et la souffrance au travail.
Il privilégie l'analyse d'un certain « air du temps » qui ne se réduit pas pour lui à des « modes », mais qui lui semble significatif de mutations plus structurelles des idées, des modes de représentation, et des valeurs.

## Biographie
Jean-Pierre Le Goff a fait des études de philosophie et de sociologie à Caen et appartient à cette génération qui s’est partiellement engagée en faveur du mouvement contestataire de Mai 68. À Caen, il rencontre Alain Caillé, alors jeune maître assistant, et surtout Marcel Gauchet et Paul Yonnet, avec lesquels il constitue un petit cercle d'étudiants critiques marqué à la fois par l'anarcho-situationnisme et l'enseignement de Claude Lefort. Il participe au mouvement étudiant de Caen qui, au lendemain de mai 68, connaît une flambée de grèves et de manifestations, puis rejoint un groupe maoïste avant d'abandonner ses études. Il vit de petits boulots, puis part s'installer dans la région Nord-Pas-de-Calais,. Dans son livre La Gauche à l'épreuve (1968-2011), il écrit : « Pour ceux qui, comme moi, se sont engagés sans demi-mesure dans l'"activisme politique groupusculaire de l'extrème gauche" après mai 68, la fin des illusions et la critique du totalitarisme ont constitué une sérieuse leçon de réalisme et d'humilité. À l'époque, la lecture des ouvrages de Claude Lefort, qui avait été l'un de mes professeurs à l'université, m'a beaucoup aidé : elle m'a amené à m'interroger sur les raisons d'un aveuglement sur les mécanismes idéologiques et les modes de fonctionnement auxquels j'ai moi-même participé; elle m'a mis en garde contre ceux qui prétendent faire advenir "le meilleur des mondes" en étant persuadés d'en détenir les clés. »
Il commence un parcours dans le Nord-Pas-de-Calais comme formateur d’adultes en reconversion, puis, de retour à Paris, comme formateur de jeunes dans la banlieue nord. Intégré au CNAM de Paris (Conservatoire national des arts et métiers) en 1984, il a mené un travail d’enquêtes et d’études sur les évolutions du travail dans le secteur du bâtiment et de l’industrie, sur l'insertion des jeunes dans le bâtiment, les formations aux nouvelles technologies dans l'industrie, les évolutions du métier d’ingénieur et du management,.
Habilité à diriger des recherches en sociologie et qualifié au poste de professeur des universités, il est entré au CNRS en 2002.
Il a également contribué à la revue Le Débat. Il a été membre de la commission Sciences humaines du Centre national du livre (CNL) de 2006 à 2008 et a participé au jury du prix Sophie-Barluet qui récompense un ouvrage de sciences humaines.
Il a été nommé citoyen d'honneur de la commune d'Équeurdreville (Manche) en 2018, à la suite de la publication de son livre La France d'hier, qui décrit les mentalités et les mœurs des années 1950 à mai 68 à travers un récit d'« égo-histoire ».

## Apports
Jean-Pierre Le Goff a voulu apporter une interprétation critique des paradoxes de Mai 68, des illusions du discours managérial, du stress au travail, de la formation, et, de façon plus générale, des mutations de la société. Son interprétation des phénomènes sociaux entend mettre en lumière les idées, les croyances, les représentations qui imprègnent plus ou moins consciemment la société et les acteurs sociaux et politiques. Dans ses écrits, les évolutions culturelles ne sont pas considérées comme une « superstructure » des réalités économiques et sociales, mais prises en compte comme ayant une consistance et une signification propres. Il veut se démarquer tout autant d'une sociologie réduite à l'expertise et à l'audit qui réduit les contenus de signification à des paramètres à prendre en considération afin de corriger les dysfonctionnements, que d'un type de « sociologie critique » qui réduit les évolutions à des phénomènes de domination, d'inégalité ou de discrimination. En dehors de ces deux grands courants, il privilégie l'étude de l'arrière-fond culturel des sociétés, qui détermine un certain « air du temps ». Ce dernier ne se réduit pas pour lui à des « modes », mais serait significatif de mutations plus structurelles. Sa démarche se veut une conception de la sociologie ouverte à l'anthropologie et à l'interrogation philosophique dans l'interprétation des phénomènes sociaux.

### Théorie du gauchisme culturel
Dans un article intitulé « Du gauchisme culturel et de ses avatars » publié dans la revue Le Débat à la fin de l'année 2013, il constate « un morcellement des anciennes doctrines qui n’en finissent pas de se décomposer », selon lui reconnu par le président de la République François Hollande dans son livre sur le sujet Droit d’inventaire, publié aux éditions du Seuil en 2009. Jean-Pierre Le Goff avait signé dès le 24 octobre 2013 une chronique titrée « Briser l'influence du gauchisme culturel » dans Le Monde peu après une communication maladroite et impopulaire de François Hollande à la télévision, consacrée l'affaire Leonarda au fort retentissement médiatique, l'expulsion vers le Kosovo, le 9 octobre 2013, d'une famille immigrée rom dont une fille mineure, Leonarda Dibrani, a été interpellée lors d'une sortie scolaire, le président de la République française autorisant la jeune fille à poursuivre ses études en France. Sa chronique analysait comment s'est creusée une opposition « entre une gauche politique et sociale et un gauchisme sociétal qui s'est approprié le magistère de la morale ». L'exercice prolongé du pouvoir par les représentants du second courant, « toujours prompts à jouer la société contre l'État », a créé une situation qui « accentue la coupure de la gauche avec les couches populaires » et discrédite selon lui « la parole politique et la puissance publique ».
Selon Le Goff, le « gauchisme culturel » se distingue de l'extrême gauche traditionnelle car il entreprendrait une « révolution culturelle en douceur », accordant une grande place à l'éducation et aux nouvelles générations. En prospérant peu à peu sur la crise du projet socialiste, le gauchisme culturel aurait fini par imprégner la société et une partie de la droite, creusant aussi des fractures sociales et culturelles au sein de la société. Dans son livre Mai 68, l'héritage impossible (1998), évoquant l'Historiographie de Mai 68 en pourfendant le livre Génération « une belle histoire racontée aux enfants, celles des vainqueurs, des vedettes », il avait une première fois utilisé cette expression, dont il revendique la paternité, et qui ne sera reprise que plus tard dans la presse et chez les intellectuels, lorsqu'il la théorisera plus en détail en 2013 dans différents articles centrés sur ce sujet. Cette thèse avait déjà été défendue par le philosophe Gilles Lipovetsky, mais en mode prospectif, dans L'Ère du vide : essais sur l'individualisme contemporain en 1983, annonçant une future « seconde révolution individualiste » en cours, où un néo-individualisme de type narcissique, sapera les grandes institutions collectives (sociales et politiques), via une culture « ouverte » à base de régulation des rapports humains (tolérance, hédonisme, personnalisation des processus de socialisation, éducation permissive, libération sexuelle, humour).
Dans une interview publiée dans La Revue des deux mondes de février 2016, « L'hégémonie du camp du Bien battue en brêche », Jean-Pierre Le Goff diagnostique la « fin d'un cycle historique » marqué par le fait que, dans le domaine des moeurs, de l'école et de la culture, le gauchisme culturel serait de plus en plus rejeté par une partie de la population. Nombre de journalistes militants n'en continueraient pas moins d'exercer une « police de la parole et de la pensée » qui ne se confond pas avec le totalitarisme mais constituerait néanmoins une mise en cause des libertés démocratiques en pratiquant la dénonciation, le lynchage médiatique et les plaintes en justice.

### Pauvreté ancienne et «Déglingue»
Dans La fin du village. Une histoire française qui s'attache à décrire la mentalité et le style de vie des habitants d'une collectivité villageoise (Cadenet dans le département du Vaucluse, au sud du Luberon) il opère une distinction entre la pauvreté ancienne et ce qu'il appelle « la déglingue », qui désigne un état de désaffiliation et de destruction lié à la combinaison du chômage avec les décompositions familiales et l'érosion des anciennes formes de solidarité collectives dans le travail et les lieux d'habitation.
Selon lui, ce phénomène est marqué par le sentiment d'être socialement inutile et rejeté du monde commun. Il considère que cette destruction anthropologique n'est pas marginale mais est l'une des fractures sociales et culturelles qui divisent le pays

## Publications

### Ouvrages
- Le Mythe de l’entreprise : critique de l’idéologie managériale, Paris, La Découverte, 1992 réédité en 1995 .
- Les Illusions du management. Pour le retour du bon sens, Paris, La Découverte, 1996 réédité en 2000  (ISBN 2-7071-3319-1).
- Le Tournant de décembre, avec Alain Caillé, Paris, La Découverte, 1996.
- Mai 68. L’héritage impossible, Paris, La Découverte, 1998 réédité en 2002 et 2006  (ISBN 2-7071-3654-9).
- La Barbarie douce, Paris, La Découverte, 1999 réédité en 2003  (ISBN 2-7071-3032-X).
- La Démocratie post-totalitaire, Paris, La Découverte, 2002 réédité en 2003  (ISBN 2-7071-3618-2).
- La France morcelée, Paris, Gallimard, 2008  (ISBN 978-2-07-034975-3).
- La Gauche à l'épreuve 1968-2011, Éditions Perrin, 2011, 288 p. (ISBN 978-2-262-03335-4)  — republié en version augmentée sous le titre : La Gauche à l'agonie ? 1968-2017 Perrin/édi8, 2017.Partant du constat que « La gauche se trouve dans un état de crise qui n'en finit pas » et qu'elle a « versé depuis longtemps dans la cacophonie [et] le discours codé pour militants initiés aux luttes internes » Le Goff cherche dans ce livre à trouver « comment en est-on arrivé là ? »[18]
Ce livre constitue aussi une réflexion sur les soixante-huitards qui ont été tout comme l'auteur engagés dans des groupuscules d'extrême-gauche. En particulier, il pointe la difficulté qu'ils ont à distinguer ce qu'il appelle le plan existentiel (les passions, les tempéraments des acteurs, leur famille, leur éducation etc.) et les « idées auxquelles ils adhèrent ou ont adhéré »[19]. Selon lui cette difficulté conduit bien de ses anciens camarades à reproduire dans les postes qu'ils occupent actuellement (journalistes, hommes politiques etc.) « les mêmes postures d'imprécation et de justiciers, les mêmes réflexes dogmatiques et sectaires, toujours persuadés d'être dans le bon camp. »[20]
- La Fin du village. Une histoire française, Paris, Gallimard, 2012  (ISBN 978-2-07-077442-5).
  - Grand Prix du livre historique de Provence (2012)
  - Prix Montaigne (2013)
  - Prix du Mémorial - Grand Prix Littéraire d'Ajaccio (2013)
  - Prix Biguet de l'Académie française (2013)
- Malaise dans la démocratie, Paris, Stock, 2016  (ISBN 2-2340-8082-7).
- Préface (« Sur la mort d’un ami ») du livre posthume Zone de mort (Stock 2017), de son ami le sociologue Paul Yonnet décédé en 2011.
- La France d'hier. Récit d'un monde adolescent, des années 1950 à Mai 68, éditions Stock, 2018, 468 p.
  - Prix du livre de l'histoire contemporaine (2018)
  - Prix Pétrarque de l'essai (2018)
  - Prix de la littérature du Cotentin (2018)
- La société malade : comment la pandémie nous affecte, Stock, 2021.
- Mes années folles. Révolte et nihilisme du peuple adolescent après Mai 1968, éditions Robert Laffont Stock, 2023, 430 p.

### Conférence filmée
Une de ses conférences à l'Université de tous les savoirs a été éditée sous forme d'un film documentaire Management et imaginaire social produit par Agnès de Warenghien et distribué par le Service du film de recherche scientifique (Vanves) en 2000 et réédité en 2001.